# ハドリアヌス帝の回想

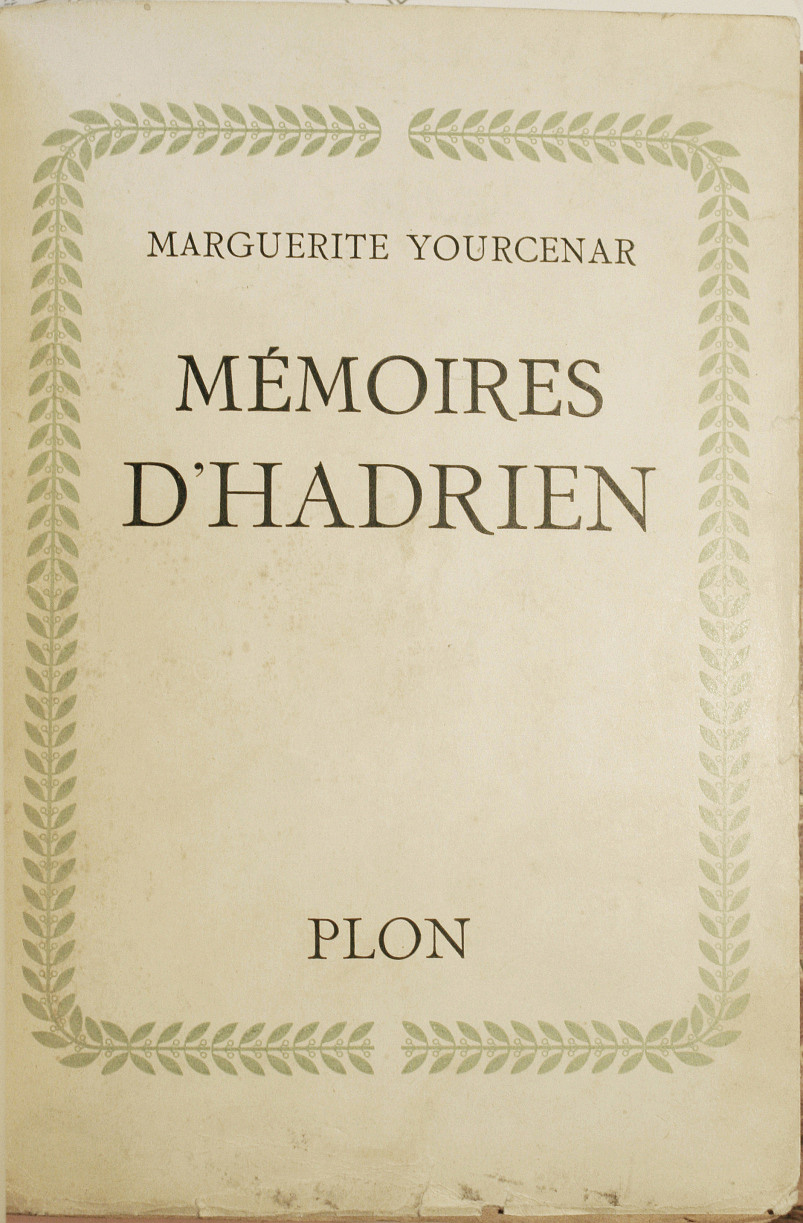
Plon書店　初版カバー 1951

『ハドリアヌス帝の回想』（ハドリアヌスていのかいそう、フランス語：Mémoires d'Hadrien）は、1951年に発表されたマルグリット・ユルスナールによる歴史小説。第14代ローマ皇帝で五賢帝の一人ハドリアヌスが、その死に際し自身の後継者と目していたマルクス・アウレリウス・アントニウスに宛てて記した回想録の形を取って書かれている。軍人時代の業績から皇帝としての政治上のさまざまな配慮、各地への視察、芸術への愛着やアンティノウスへの執心、後継者選びから病の苦悩にいたるまで、出来事の大筋は史実に沿いつつも、ハドリアヌスその人の内面に寄り添って、彼の時々の洞察や内省、苦悩を描き出すことに重きが置かれており、心理小説と歴史小説の融合を成し遂げた作品として評価されている。
ユルスナールは、20歳だった1924年に初めてこの作品に着手したが、さまざまな形式を試みたのち一旦断念、その後幾度も着手と放棄を繰り返し、最終的に40代に入った1948年から1951年にかけ書き上げた。「作者による覚え書き」では「わたしの生涯のかなりな期間は、このひとり人間のみ―しかもすべてとつながりをもつ人間―を定義し、ついで描こうと試みることに費やされた」と記されている。この作品は発表後すぐ内外の批評家の賛辞を受け、代表作とみなされた。